# Östra Hoby kyrka
Östra Hoby kyrka är en kyrkobyggnad i Östra Hoby i Lunds stift. Den är församlingskyrka i Gärsnäs församling.

## Kyrkobyggnaden
Kyrkans absid är den äldsta delen som härstammar från 1100-talets första hälft. Under senare delen av 1100-talet byggdes långhuset och även det breda och kraftiga tornet. Vanligtvis byggdes inte kyrktorn så tidigt; varför just Östra Hoby kyrka fick kyrktorn är okänt.
Under 1400-talet försågs kyrkans innertak med valv och kalkmålningar utförda av Fjälkingemästaren. Åren 1849-1850 byggdes norra och södra sidoskeppet till.
Tornets bottenvåning har tunnvalv och var ursprungligen ett doprum.

## Kalkmålningar

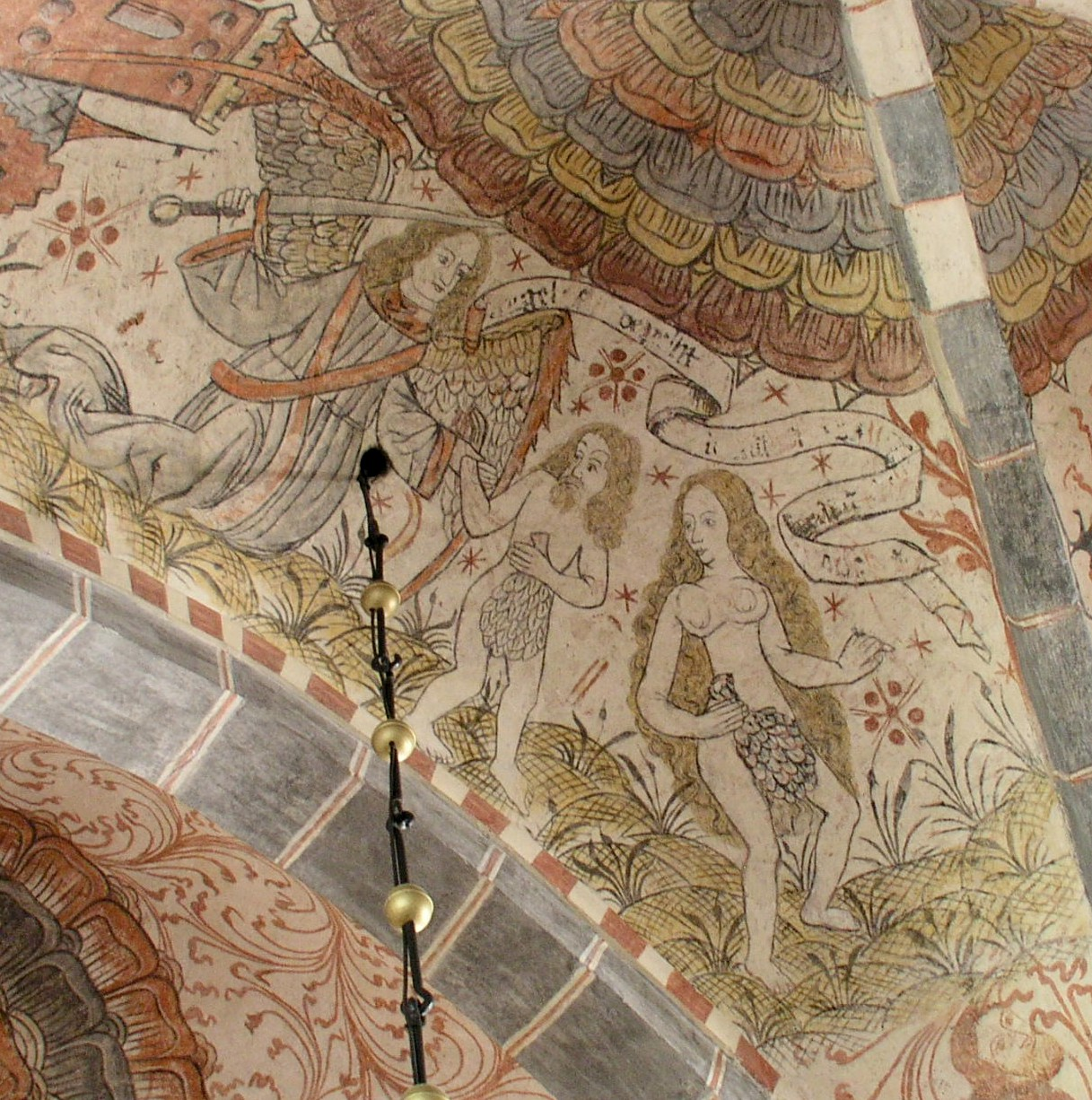
Fördrivningen ur Paradiset

I långskeppets västra del finns unika takmålningar som föreställer Evas skapelse och syndafallet.

## Inventarier

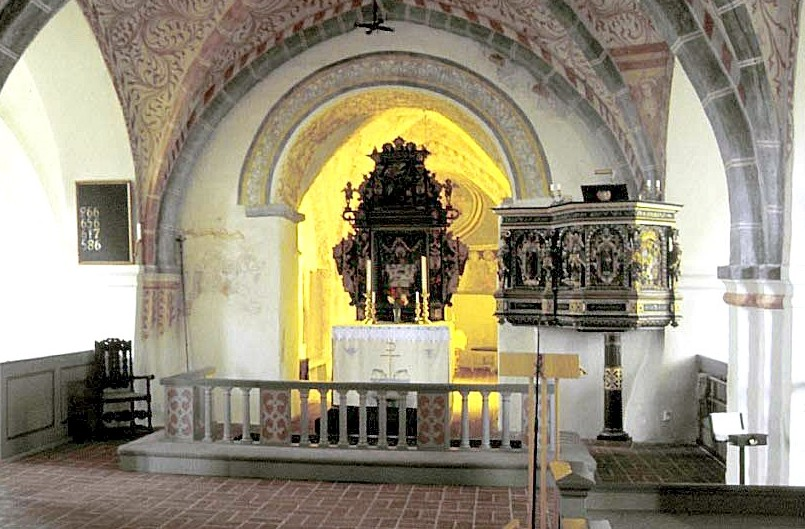
Koret
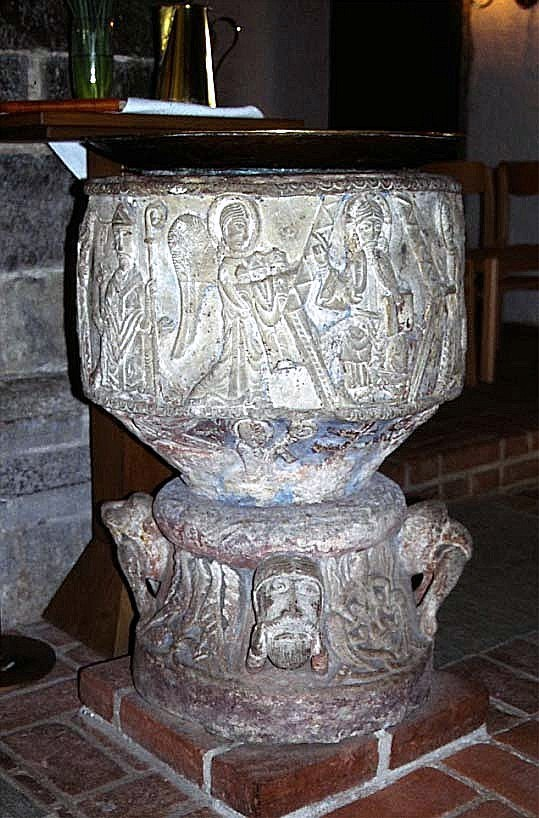
Dopfunten
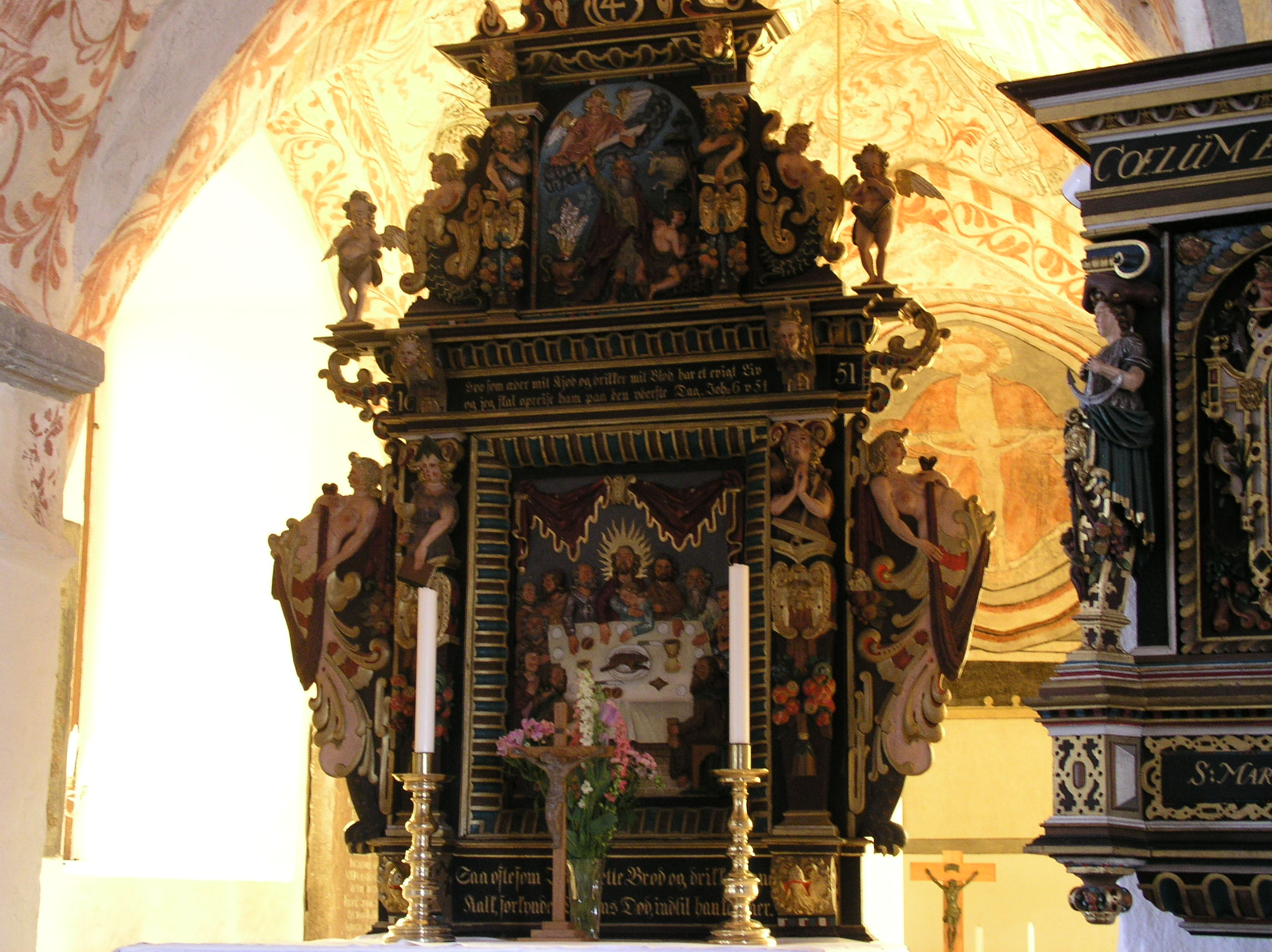
Altartavlan
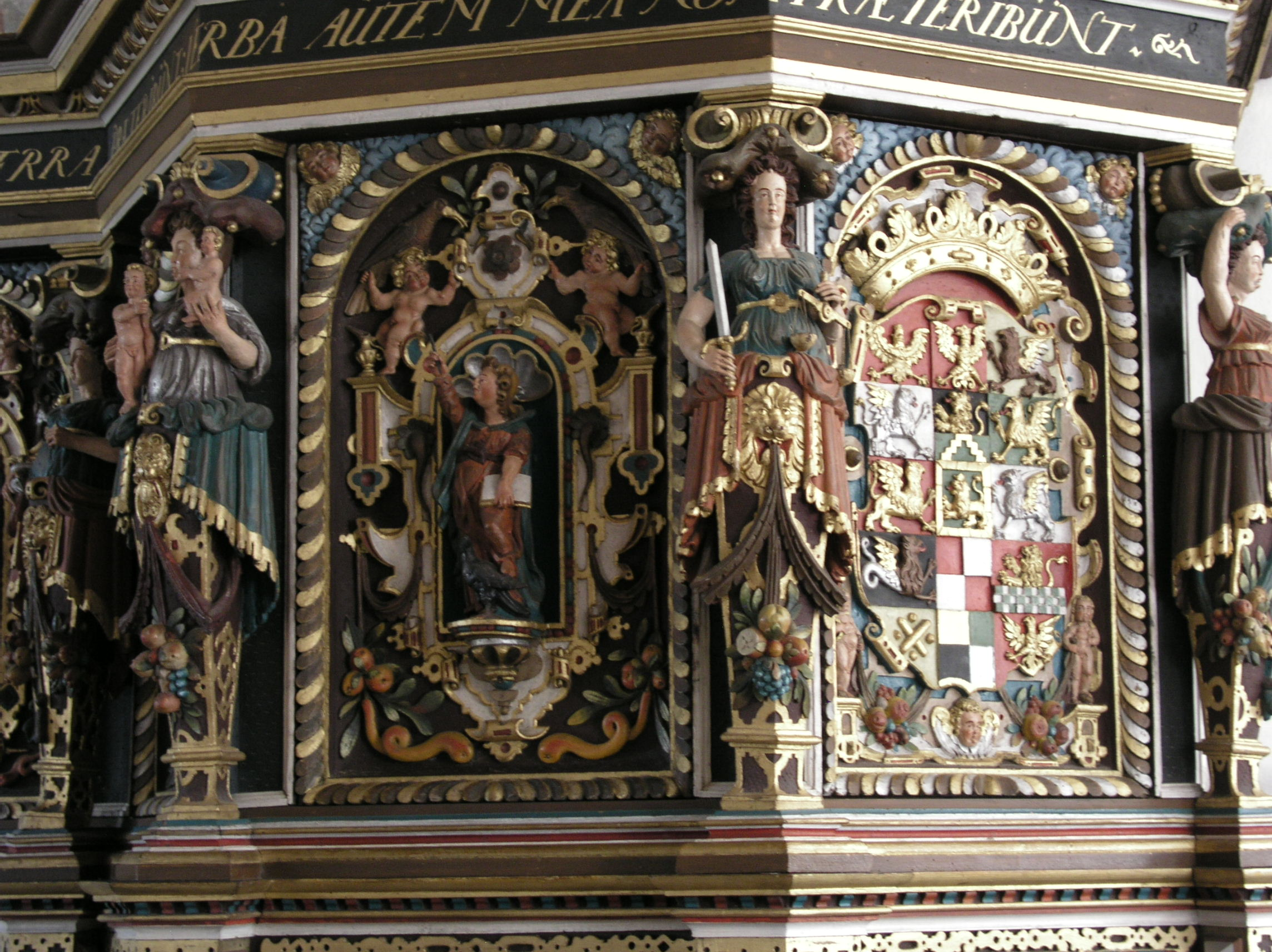
Predikstolens korg
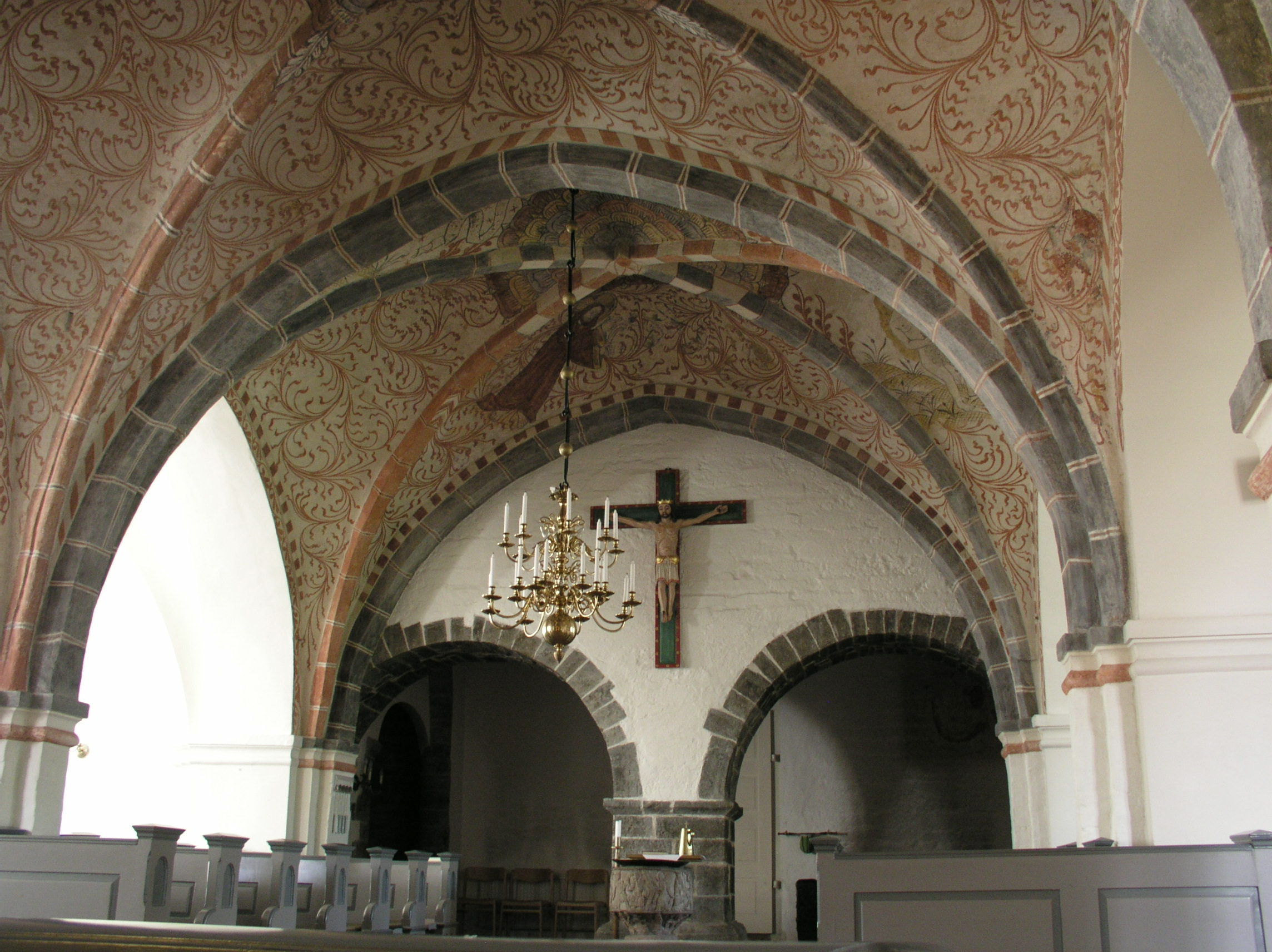
Interiör

- Dopfunten med figurer i relief är tillverkad av Trydemästaren, Magister Majestatis.
- Predikstolen med kungligt vapen och altaret är från 1600-talet.

### Orgel
- 1868 byggde Sven Fogelberg, Lund en orgel med 9 stämmor.
- 1924 byggde Åkerman & Lund, Sundbybergs köping en orgel med 14 stämmor.
- Den nuvarande orgeln byggdes 1961 av Olof Hammarberg, Göteborg och är en mekanisk orgel.

| Huvudverk I   | Bröstverk II | Pedal      | Koppel |
| Rörflöjt 8'   | Gedakt 8'    | Subbas 16´ | I/P    |
| Principal 4'  | Rörflöjt 4'  | Flöjt 4'   | II/P   |
| Gemshorn 2'   | Principal 2' |            | II/I   |
| Mixtur 3 chor | Nasat 1 1/3' |            |        |
|               | Regal 8'     |            |        |